# Flintstoneovi (film)
Flintstoneovi (v anglickém originále The Flintstones) je americký rodinný komediální film z roku 1994 vzniklý na motivy stejnojmenného animovaného seriálu. Režíroval jej Brian Levant a scénář k němu napsali Tom S. Parker, Jim Jennewein a Steven E. de Souza.
Děj filmu je vložen do fantastické verze planety Země v době kamenné. Svět, technologie a společnost je totožná jako na Zemi 20. století tohoto letopočtu, ovšem je přizpůsoben znalostem a vymoženostem doby tehdejší – domy jsou ve skutečnosti obrovské balvany, ve kterých jsou místnosti vytesány, nábytek je vyroben z kamenných panelů a dřevěných prken, „přístroje“ je nejrůznější „užitková“ zvířata (drtič odpadu je prase, diktafon je papoušek ad.). V tomto světě žijí lidé pohromadě s dinosaury, kde někteří z nich jsou domácí mazlíčci lidí, někteří pak šelmy, před kterými lidé ve strachu utíkají.

## Příběh filmu
Příběh se odehrává v malém městečku Bedrocku, kde žijí ve stejné ulici, v domech vedle sebe dvě rodiny – Flintstoneovi (Fred Flintstone, manželka Vilma Flintstoneová, jejich dcera Pebbles a mazlíček Dino) a Rubbleovi (Barney Rubble a manželka Betty). Oba muži, nejlepší kamarádi, pracují jako těžaři v místním kamenolomu Slate & Co. Rubbleovi trápí, že na rozdíl od jejich přátel, kteří mají dceru, oni ne a ne přivést na svět dítě vlastní, obrátí se tedy na sociální ústav se žádostí o adopci potomka, ústav ovšem požaduje, aby Rubbleovi zaplatili adopční poplatek. Rodina peníze nemá, ale po dítěti také touží a proto se Fred Barneymu nabídne, že částku uhradí za ně. To udělá, jenže bez vědomí manželky Vilmy, která se dalšího dne vydá do prodejny „elektroniky“ pro nový drtič odpadu. Chce zaplatit platební kartou, jenže se od obsluhy dozví, že je transakce zamítnuta s tím, že na účtu je nedostatek prostředků. Odpoledne, když se manžel vrátí domu z práce se ho Vilma zeptá, kam peníze zmizeli, později se od něho dozví, že je daroval Rubbleovím na jejich adopci. Následně Flintstoneovi doprovodí své nejlepší přátele, kteří jim ještě při cestě stále slibují, že jim jejich dar vrátí, na sídlo ústavu, kde sociální pracovnice předá Rubbleovím jejich nové syna – Bam Bama.
Mezitím v důlní společnosti je novým místopředsedou společnosti jmenován Cliff Vandercave, který si za svou sekretářku zvolí atraktivní Sharon Stoneovou. Spolu vymyslí komplot, ve kterém zpronevěří ve firmě veškeré peníze a následně spolu utečou do ciziny. Jejich plán je vystaven na postavě, která peníze zpronevěří za ně a následně bude veškerá vina svedena na něj, zatímco Vandercave a Stoneová s penězi utečou pryč. Pro účely nalezení takové osoby zorganizují inteligenční zkoušku mezi těžaři. Barney vyplní zkoušky s nejlepším výsledkem, Fred pak s nejhorším. Protože však chce Barney oplatit svému kamarádovi jeho pomoc s adopcí, rozhodne se téměř nevyplněný formulář Freda vyměnit se svým. Vandercave pak Freda se zdánlivě nejlepším výsledkem ve zkoušce jmenuje ředitelem pro oddělení průmyslové těžby. Dostane vlastní kancelář s plnou výbavou a diktafonem, dále pak Stoneovou jako jeho osobní asistentku. Na příkaz Vandercava pak udělí svému kamarádovi Barneymu výpověď za neschopnost – „jeho“ formulář měl nejhorší výsledek. Fred to svému kamarádovi udělat nechce, jenže dostane ultimátum, pokud výpověď nepodepíše, dostane ji Barney i s Fredem dohromady.
Fred, kterému je líto, že Barney – živitel Rubbleovích rodiny – přišel o práci a metaforicky řečeno skončil na dlažbě, začne finančně svému kamarádovi pomáhat, později ho z finančních důvodů nastěhuje i s rodinou do svého domu. Jeho stále stoupající finanční ohodnocení v práci však způsobí, že se Fred s Vilmou stanou namyšlenými a na úkor Rubbleových si začnou užívat luxusu. Zatímco se tedy Vilma například opaluje, Barney seká trávu na zahradě. Mezitím na schůzi předsednictva dolu přednese Fred návrh na to, aby těžaři v dole obdrželi dovolenou. Vandercave, který chce vyzkoušet, jestli Fred udělá na slovo vše, co mu se Stoneovou řeknou, přinese do kanceláře Fredovi několik výpovědí pro zaměstnance dolu. Pod domněnkou, že se jedná o schválení dovolených je Fred podepíše, jenže své přátele z dolu tím pádem připraví o práci. Napětí mezi oběma rodinami naroste do takové míry, že dojde ke společné hádce v restauraci, kde Barney začal pracovat jako obsluha. Před hádkou se totiž ze právě vysílaných televizní zpráv Barney dozví do demonstraci pořádané před dolem, právě kvůli výpovědím podepsaným Fredem, během hádky Barney přizná i výměnu obou formulářů zkoušky. Hned téhož dne se Rubbleovi od Flintstoneových stěhují, Vilma s dcerou se pak ve smutku ze ztráty přátel z Fredovi viny stěhuje k matce Perle. Freda tak nechají všichni samotného.
Fred se rozhodne celou situaci, kterou Vandercave způsobil oznámit generálnímu řediteli společnosti, panu Slateovi, jenže Vandercave situaci otočí proti Fredovi a na policii podává trestní oznámení na Freda za zpronevěru peněz. Fred se velmi brzy stává pronásledovaným jak policií, tak propuštěnými zaměstnanci.
Když později Vilma zhlédne v televizi seriál natočený podle zkreslené reality, ve kterém herec ztvárňující Freda zpronevěřuje peníze těžařské společnosti, uvědomí si, že by to Fred neudělal a spolu s Betty se vloupají do bývalé Fredovi kanceláře, odkud ukradnou diktafon se záměrem očistit Fredovo jméno, krádeže diktafonu si však z okna své kanceláře všimne i Vandercave a Stoneová. Mezitím se Fred připlete do jeskyně mezi propuštěné zaměstnance společnosti, kteří jsou nyní bezdomovci, jeho identita je však odhalena a začne být lynčován. Nakonec je na náměstí pověšen a zaměstnanci ho chtějí oběsit, v tu chvíli však na náměstí přijede i Barney s prodejní dodávkou na zmrzlinu a řekne, že nebýt jeho, tak by se Fred do své situace nedostal. Na místo očekávaného propuštění Freda je však pověšen i Barney. Na náměstí později přijíždí i jejich manželky s diktafonem, který nakonec přehraje veškeré rozhovory z Fredovi kanceláře a v očích zaměstnanců očistí Fredovo jméno.
Potom, co se obě rodiny vrátí k Flintstoneovým domů, naleznou dům převrácený vzhůru nohama, Fredovu tchyni a mazlíčka Dina svázané a děti zmizelé. Nakonec naleznou lístek, podle kterého vymění Vandercave děti za diktafon. V dole naleznou Barney a Fred Vandercave a obrovský stroj na výrobu panelových bytových bloků. Oba muži Vandercavovi diktafon předají, ovšem Vandercave stroj i přesto spustí a ten po kolejové dráze vyveze vozíkem svázané děti přímo do mechanismu výroby. Muži nakonec stroj zničí v zájmu záchrany životů jejich dětí, mezitím přijíždějí do dolu policisté, manželky i generální ředitel. Vandercave se snaží utéct, jenže ho zasype směs trosek ze stroje. Z Vandercava se stane socha a Slate, ohromený z látky, kterou omylem Fred a Barney ze stroje vyrobili, ji pojmenuje cement a oznámí konec doby kamenné. Všichni původní zaměstnanci, včetně Barneyho a Freda jsou přijati zpět a Fredovi je nabídnuta pozice ředitele cementové sekce společnosti, Fred si ovšem vzpomene, co všechno jeho povýšení způsobilo jeho rodině a přátelům předtím a pozici odmítne.

## Obsazení
| John Goodman        | Fred Flintstone                   |
| Rick Moranis        | Barney Rubble                     |
| Elizabeth Perkins   | Vilma Flintstoneová               |
| Rosie O'Donnell     | Betty Rubbleová                   |
| Kyle MacLachlan     | Cliff Vandercave                  |
| Halle Berryová      | Sharon Stoneová                   |
| Elizabeth Taylorová | Fredova tchyně                    |
| Mel Blanc           | mazlíček Dino                     |
| Elaine Silver       | Pebbles Flintstoneová             |
| Melanie Silver      | Pebbles Flintstoneová             |
| Hlynur Sigurðsson   | Bam Bam Rubble                    |
| Marinó Sigurðsson   | Bam Bam Rubble                    |
| Dann Florek         | generální ředitel dolu, pan Slate |

## Premiéra, rozpočet, tržby, ocenění
Ve Spojených státech amerických měl film premiéru 27. května 1994, v Česku 25. srpna téhož roku. Rozpočet na film byl 46 milionů dolarů, tržby v USA 131 milionů, celosvětově pak 342 milionů.
V roce 1994 získali všichni tři scenáristé na Golden Raspberry Awards ocenění za nejhorší scénář k filmu a Rosie O'Donnell ocenění za nejhorší herečku ve vedlejší roli.